# سانت تشارلز (إلينوي)
سانت تشارلز (بالإنجليزية: St. Charles, Illinois)‏ هي مدينة تقع في الولايات المتحدة في إلينوي. يقدر عدد سكانها بـ 33,327 نسمة .

## التركيبة السكانية
حدّد مكتب تعداد الولايات المتحدة بيانات التركيبة السكانية لسانت تشارلز في تعداد الولايات المتحدة. في ما يلي، التركيبة السكانية حسب تعدادي 2000 و2010.

### تعداد عام 2000
بلغ عدد سكان سانت تشارلز 27,896 نسمة بحسب تعداد عام 2000، وبلغ عدد الأسر 10,351 أسرة وعدد العائلات 7,418 عائلة مقيمة في المدينة. في حين سجلت الكثافة السكانية 718 نسمة لكل كيلومتر مربع (1,859.6/ميل2). وبلغ عدد الوحدات السكنية 11,072 وحدة بمتوسط كثافة قدره 285 لكل كيلومتر مربع (738.1/ميل2).
وتوزع التركيب العرقي للمدينة بنسبة 93.81% من البيض و1.66% من الأمريكيين الأفارقة و0.14% من الأمريكيين الأصليين و1.79% من الأمريكيين ذوي الأصول الآسيوية و0% من سكان جزر المحيط الهادئ و1.66% من الأعراق الأخرى و0.94% من عرقين مختلطين أو أكثر و5.50% من الهسبانيون أو اللاتينيون من أي عرق.
بلغ عدد الأسر 10,351 أسرة كانت نسبة 37.8% منها لديها أطفال تحت سن الثامنة عشر تعيش معهم، وبلغت نسبة الأزواج القاطنين مع بعضهم البعض 61.1% من أصل المجموع الكلي للأسر، ونسبة 8% من الأسر كان لديها معيلات من الإناث دون وجود شريك،  بينما كانت نسبة 2.6% من الأسر لديها معيلون من الذكور دون وجود شريكة وكانت نسبة 28.3% من غير العائلات. تألفت نسبة 23.5% من أصل جميع الأسر من عدة أفراد يعيشون في نفس المنزل ونسبة 8% كانت تتألف من شخص يعيش بمفرده يبلغ من العمر 65 عاماً أو أكثر. وبلغ متوسط حجم الأسرة المعيشية 2.62، أما متوسط حجم العائلات فبلغ 3.13.
بلغ العمر الوسطي للسكان 36.6 عاماً. وكانت نسبة 26.3% من القاطنين تحت سن الثامنة عشر، وكانت نسبة 7.1% بين الثامنة عشر والرابعة والعشرين عاماً، ونسبة 29.5% كانت واقعةً في الفئة العمرية ما بين الخامسة والعشرين والرابعة والأربعين عاماً، ونسبة 25% كانت ما بين الخامسة والأربعين والرابعة والستين، ونسبة 9.3% كانت ضمن فئة الخامسة والستين عاماً فما فوق. يوجد لكل 100 أنثى 96.6 ذكر، ويوجد لكل 100 أنثى في الثامنة عشر من عمرها فما فوق 94.6 ذكر.
بلغ متوسط دخل الأسرة في المدينة 69,424 دولارًا، أما متوسط دخل العائلة فبلغ 82,828 دولارًا. وكان متوسط دخل الذكور 55,864 دولارًا مقابل 35,134 دولارًا للإناث. وسجل دخل الفرد الخاص بالمدينة 33,969 دولارًا. وكانت نسبة 2.1% من العائلات ونسبة 3.4% من السكان تحت خط الفقر، وكان من هؤلاء نسبة 3.5% تحت سن الثامنة عشر ونسبة 3.9% في الخامسة والستين من العمر وما فوق.

### تعداد عام 2010
بلغ عدد سكان سانت تشارلز 32,974 نسمة بحسب تعداد عام 2010، وبلغ عدد الأسر 12,424 أسرة وعدد العائلات 8,566 عائلة مقيمة في المدينة. في حين سجلت الكثافة السكانية 848.8 نسمة لكل كيلومتر مربع (2,198.4/ميل2). وبلغ عدد الوحدات السكنية 13,157 وحدة بمتوسط كثافة قدره 338.7 لكل كيلومتر مربع (877.2/ميل2).
وتوزع التركيب العرقي للمدينة بنسبة 88.84% من البيض و2.50% من الأمريكيين الأفارقة و0.19% من الأمريكيين الأصليين و3.17% من الأمريكيين ذوي الأصول الآسيوية و0.05% من سكان جزر المحيط الهادئ و3.64% من الأعراق الأخرى و1.62% من عرقين مختلطين أو أكثر و10.16% من الهسبانيون أو اللاتينيون من أي عرق.
بلغ عدد الأسر 12,424 أسرة كانت نسبة 33.5% منها لديها أطفال تحت سن الثامنة عشر تعيش معهم، وبلغت نسبة الأزواج القاطنين مع بعضهم البعض 56.7% من أصل المجموع الكلي للأسر، ونسبة 8.8% من الأسر كان لديها معيلات من الإناث دون وجود شريك،  بينما كانت نسبة 3.4% من الأسر لديها معيلون من الذكور دون وجود شريكة وكانت نسبة 31.1% من غير العائلات. تألفت نسبة 25.5% من أصل جميع الأسر من عدة أفراد يعيشون في نفس المنزل ونسبة 9.9% كانت تتألف من شخص يعيش بمفرده يبلغ من العمر 65 عاماً أو أكثر. وبلغ متوسط حجم الأسرة المعيشية 2.56، أما متوسط حجم العائلات فبلغ 3.10.
بلغ العمر الوسطي للسكان 39.4 عاماً. وكانت نسبة 24.9% من القاطنين تحت سن الثامنة عشر، وكانت نسبة 7.6% بين الثامنة عشر والرابعة والعشرين عاماً، ونسبة 25.8% كانت واقعةً في الفئة العمرية ما بين الخامسة والعشرين والرابعة والأربعين عاماً، ونسبة 29.2% كانت ما بين الخامسة والأربعين والرابعة والستين، ونسبة 12.4% كانت ضمن فئة الخامسة والستين عاماً فما فوق. وتوزع التركيب الجنسي للسكان بنسبة 50.2% ذكور و49.8% إناث.

## أعلام
- سكوت جريشن
- جيل دودز
- تشارلي ليون
- إميل ماثيو ليرد
- روب تايلور
- روبرت هاميلتون أوستين
- دنيس إي. فيتش